# Каммерер, Золтан
Зо́лтан Ка́ммерер (венг. Kammerer Zoltán; род. 10 марта 1978 года) — венгерский гребец на байдарках, трёхкратный олимпийский чемпион, многократный чемпион мира и Европы. Выступает за гребной клуб города Дьёр, победитель I Европейских игр 2015 года.
Золтан Каммерер родился 10 марта 1978 года в городе Вац. Спортивную карьеру начал в юношеских соревнованиях в 1995 году, где стал трёхкратным чемпионом мира в байдарках-одиночках и байдарках-двойках. Со следующего года Каммерер в составе взрослой команды. На Олимпийских играх в Атланте 1996 года выступал в одиночке, но не попал в финал.
Удачнее для него сложились чемпионаты мира 1997 и 1999 года. На них Каммерер завоевал две золотые медали (байдарка-четвёрка, 500 м в 1997 году и байдарка-четвёрка, 1000 м в 1999 году).
Наибольшего успеха в карьере спортсмен добился на Олимпийских играх в Сиднее 2000 года. Там он принял участие в двух дисциплинах — байдарка-двойка, 500 м и байдарка-четвёрка, 1000 м, и на обеих дистанциях стал олимпийским чемпионом. В двойке его партнёром был Ботонд Шторц, а в четвёрке — Ботонд Шторц, Акош Верецкеи и Габор Хорват.
На следующей Олимпиаде, в Афинах в 2004 году, венгерская четвёрка в том же составе отстояла титул олимпийского чемпиона. Однако на пятисотметровке в двойке Камерреру и Шторцу отстоять титул не удалось, в финале они были только пятыми.
Пекинские Игры 2008 года стали для Камеррера уже четвёртыми. На церемонии открытия Игр Золтан Камеррер нёс флаг Венгрии. Перед Олимпиадой планировалось, что знаменосцем будет Дьёрдь Колонич, однако, после его скоропостижной смерти право нести знамя было доверено Каммереру. Сами соревнования сложились для ветерана не слишком удачно — двойка Камеррер/Кучера пришла к финишу четвёртой на 500-метровке и пятой на дистанции вдвое длиннее.